# Партизани (филм)
Партизани је америчко-југословенски партизански филм снимљен 1974. године у режији Столета Јанковића. Постоји и истоимена ТВ серија.

## Улоге
| Глумац                   | Улога               |
| ------------------------ | ------------------- |
| Род Тејлор               | Марко               |
| Адам Вест                | Курт Келер          |
| Бриони Фарел             | Ана Клајц           |
| Велимир Бата Живојиновић | Брка                |
| Петер Карстен            | Пуковник Хенке      |
| Оливера Катарина         | Мила                |
| Бранко Плеша             | Генерал Штајгер     |
| Маринко Шебез            | Селе                |
| Јанез Врховец            | Пуковник Хофман     |
| Драгомир Фелба           | Чича                |
| Гизела Вуковић           | Учитељица           |
| Цане Фирауновић          | Поручник Шилер      |
| Јован Јанићијевић Бурдуш | Мачек               |
| Драгомир Чумић           | Иван                |
| Зоран Стојиљковић        | Немачки мајор       |
| Драгомир Станојевић      | партизан            |
| Предраг Милинковић       | Јеврејски избеглица |

## Музика
Музика у филму (Епопеја Партизана) је у ствари измењена верзија Одисеје Леа Мартина.